# Бард-коледж
42°01′13″ пн. ш. 73°54′36″ зх. д. / 42.020277777778° пн. ш. 73.91° зх. д.
Бард-коледж (англ. Bard College, скорочено Бард) — престижний приватний гуманітарний університет вільних мистецтв і наук, розташований в Аннандейл-на-Гудзоні, округ Датчесс, штат Нью-Йорк. Будівля коледжу є Національною історичною пам'яткою США.

## Короткий опис
До складу установи входить одна з наймолодших і найпрогресивніших консерваторій Америки. (Bard College Conservatory of Music), Інститут економіки Леві та Центр виконавських мистецтв імені Річарда Фішера (Fisher Center for the Performing Arts).
Бард входить до різних рейтингів найінноваційних навчальних закладів США.
У бакалавраті головного кампуса 24 профілю в рамках чотирьох відділень:
- природничих наук, математики та комп'ютерних наук;

- мистецтв;

- соціальних досліджень;

- іноземних мов та літератури.

Окрім того, тут є ще 24 міждисциплінарні програми та концентрації, що реалізуються силами викладачів різних відділень. Бард також реалізує навчання за 8 магістерськими програмами та однією аспірантською, що пропонує науковий ступінь за понад 20 напрямками в галузі мистецтв і наук. Коледж має освітню мережу з більш ніж 35 дочірніх програм, інститутів та центрів, що охоплюють 12 міст, 5 штатів, 7 країн та 4 континенти.

## Історія
Заснований у 1860 році як коледж Святого Стефана. У 1861 році почалося будівництво першої будівлі коледжу Святого Стефана. Невдовзі коледж розпочав набір перших студентів. У 1866 році було збудовано Ладлоу-залу. Престон-зала була побудована в 1873 році й використовувався як трапезний. Будівництво чотирьох гуртожитків, відомих під загальною назвою Stone Row, було завершено у 1891 році. 1895 року була побудована Меморіальна бібліотека Гоффмана. Школа офіційно змінила свою назву на Бард-коледж в 1934 році на честь свого засновника Джона Барда.
У 1928 році коледж об'єднався з Колумбійським університетом, так само, як і Барнард-коледж. Відповідно до угоди, Бард-коледж залишився афілійованим з Єпископальною Церквою та зберіг контроль над своїми фінансами. 25 травня 1933 року деканом коледжу було призначено професора Колумбійського університету доктора Дональда Тьюксбері. Під час Другої Світової війни кількість студентів значно знизилася, через що сильно постраждало фінансування коледжу. З метою збільшення кількості студентів коледж став незалежним, розірвавши зв'язки з Колумбійським університетом.
У 1975 році президентом коледжу було обрано Леона Ботстейна. Під його керівництвом коледж зазнав суттєвих змін. Було створено кілька наукових та дослідних центрів, бібліотеку, 35 дочірніх інститутів. З'явилося багато програм міжнародного співробітництва. Кількість студентів збільшилась у середньому в 4 рази.
У червні 2021 року Bard College було визнано «небажаною організацією» в Росії.

## Відомі випускники
- Рафаель Боб-Ваксберг, актор, продюсер, сценаристБоджек Вершник)
- Чеві Чейз, комік, письменник, актор телебачення та кіно
- Блайт Даннер, актриса
- Гріффін Глюк, актор
- Ларрі Гегмен, актор
- Тодд Гейнс, кінорежисер
- Пітер Сарсгаард, актор
- Френсіс Бін Кобейн, музикантка і донька покійного Курта Кобейна з Nirvana (гурт)
- Карл Девіс, композитор і диригент
- Жанна Лі, джазова співачка, поетеса і композитор.
- Майкл Монтес, композитор
- Зіна Паркінс, авангардна арфістка
- Адам Яух, музикант, Beastie Boys
- Нік Зіннер, музикант (Yeah Yeah Yeahs, Head Wound City)
- Адріана Фарміга, художниця
- Джоан Грінбаум, художниця
- Філліс Чеслер, пиьменник
- Кріс Клермонт, автор коміксів (Люди Ікс)
- Сайрус Консоль, поет і есеїст
- Ріккі Дюкорне, письменниця
- Ендрю Дурбін, прозаїк, редактор
- Й. Ф. Енглерт, письменник, поет, журналіст
- Луїза Фіцхью, автор
- Дафна Готліб, поетеса, письменниця
- Кен Грімвуд, автор
- Ентоні Гехт, поет
- П'єр Жоріс, поет і перекладач
- Деніел Пінкуотер, дитячий письменник, гуморист і коментатор NPR
- Тед Річардс, поет і прозаїк
- Томас Роквелл, автор «Як їсти смажених черв'яків», Шекспірознавець
- Елізабет Ройт, письменниця
- Мері Лі Сеттл, письменниця, отримала Національну книжкову премію
- Веслі Апдайк, батько Джона Апдайка, натхненник Кентавра
- Тесса Графін фон Вальдердорф, письменниця
- Джон Яу, поет, видавець
- Ласло З. Біто, вчений і прозаїк
- Джон Джозеф Біттнер, генетик раку
- Ронан Ферроу, журналіст і письменник, один з лауреатів Пулітцерівської премії 2018 року
- Джонатан Розенбаум, кінокритик
- Річард Ровер, журналіст, письменник
- Метт Тайббі, журналіст (The Nation, The eXile, The NY Press, Rolling Stone)